# Брат

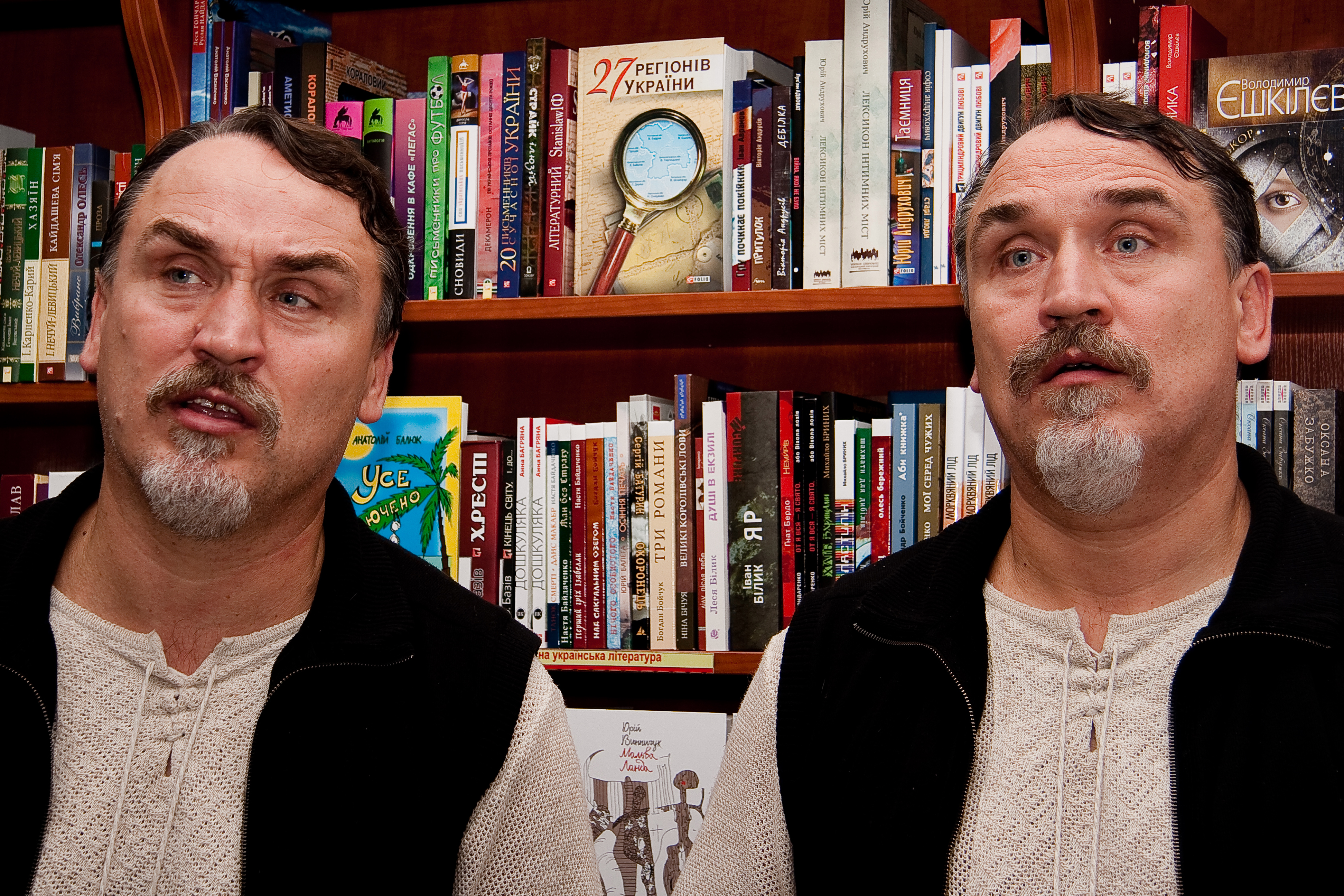
Брати Капранови

Брат — син щодо інших дітей одних батьків.
Брат, юридично-побутовий термін, що позначає спорідненість в другому ступені в бічній лінії.

## Етимологія
Українське брат походить від прасл. *bratrъ, *bratъ, що вважається спорідненим з лит. broterelis («братик»), латис. brātarītis («братець»), прусськ. brāti, bratrīkai («братки»), гот. brōþar, давн.в-нім. bruoder, нім. Bruder, англ. brother, ірл. brāthir, лат. frāter, грец. φράτηρ, φράτωρ («член фратрії»), перс. برادر‎, барадар, санскр. भ्रातृ, бхратр. Спільним джерелом є пра-і.є. bʰrāter.

## Брати в стосунках спорідненості
Брат буває:
- Суродженець — має двох чи одного спільних батьків (рідний брат)
  - Повнорідний брат — має спільних батька та матір зі своїм суродженцем.
  - Неповнорідний — такий, що має лише спільного батька або лише спільну матір зі своїм суродженцем.
    - Єдиноутробний брат — має спільну матір, але різних батьків зі своїм суродженцем[2].
    - Єдинокровний брат — має спільного батька, але різних матерів, зі своїм суродженцем[2].
- Зведений брат — син мачухи чи вітчима, який не перебуває в кровній спорідненості.

У ширшому значенні:
- двоюрідні (спільні дід і баба)
- троюрідні або брат / сестра у других (спільні прадід і прабаба) і т. д.

Споріднений зв'язок братів дає право на спадкоємство; на суді як свідки брати можуть відмовлятися від надання свідчень, відводяться сторонами і (у карних справах) допитуються без присяги.

### Інші терміни спорідненості і свояцтва, пов'язані з братством
- Стрий (стрийко) — брат батька.
- Вуйко — брат матері
- Швагер, Свояк, Дівер — брат чоловіка.
- Шурин — брат дружини

### Інше
- Брат — духовне звертання між іноками (монахами, ченцями); кліриками, парафіянами.